# 阿滕基兴
阿滕基兴是德国巴伐利亚州的一个市镇。总面积16.11平方公里，总人口2676人，其中男性1378人，女性1298人（2011年12月31日），人口密度166人/平方公里。